# Marken (Waterland)

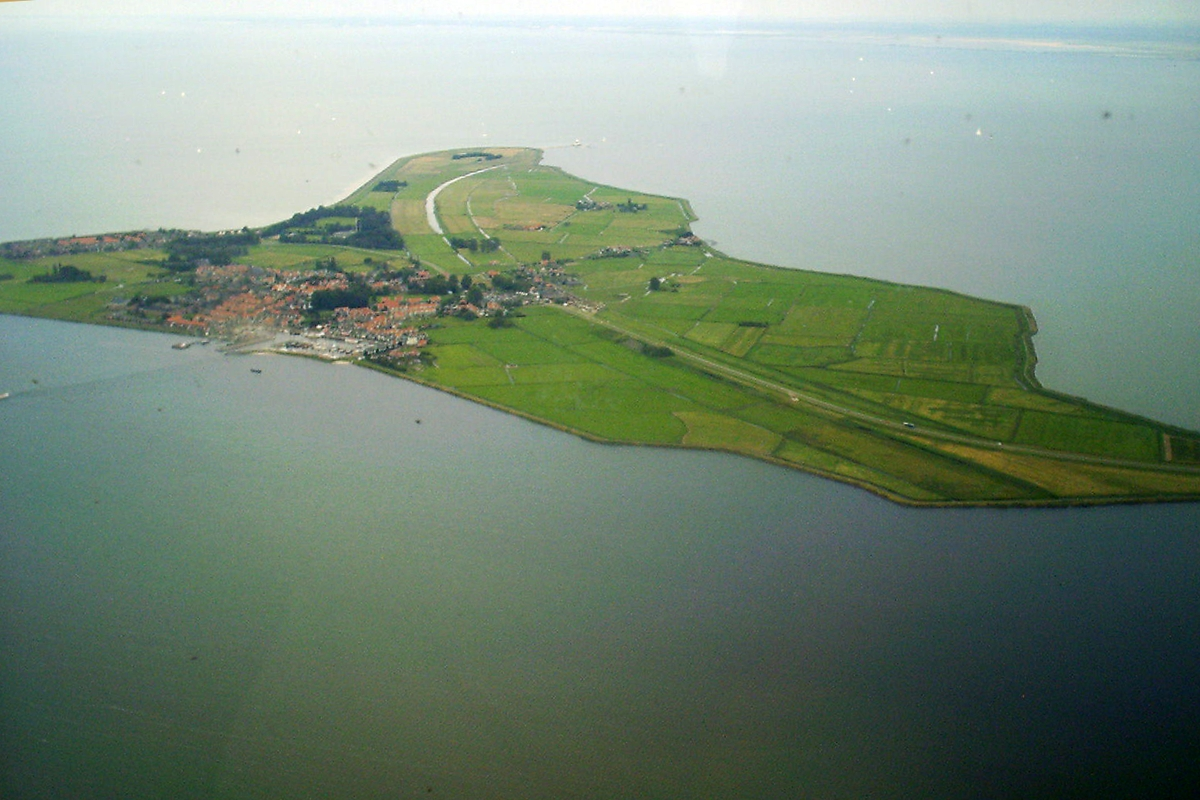
Luchtfoto

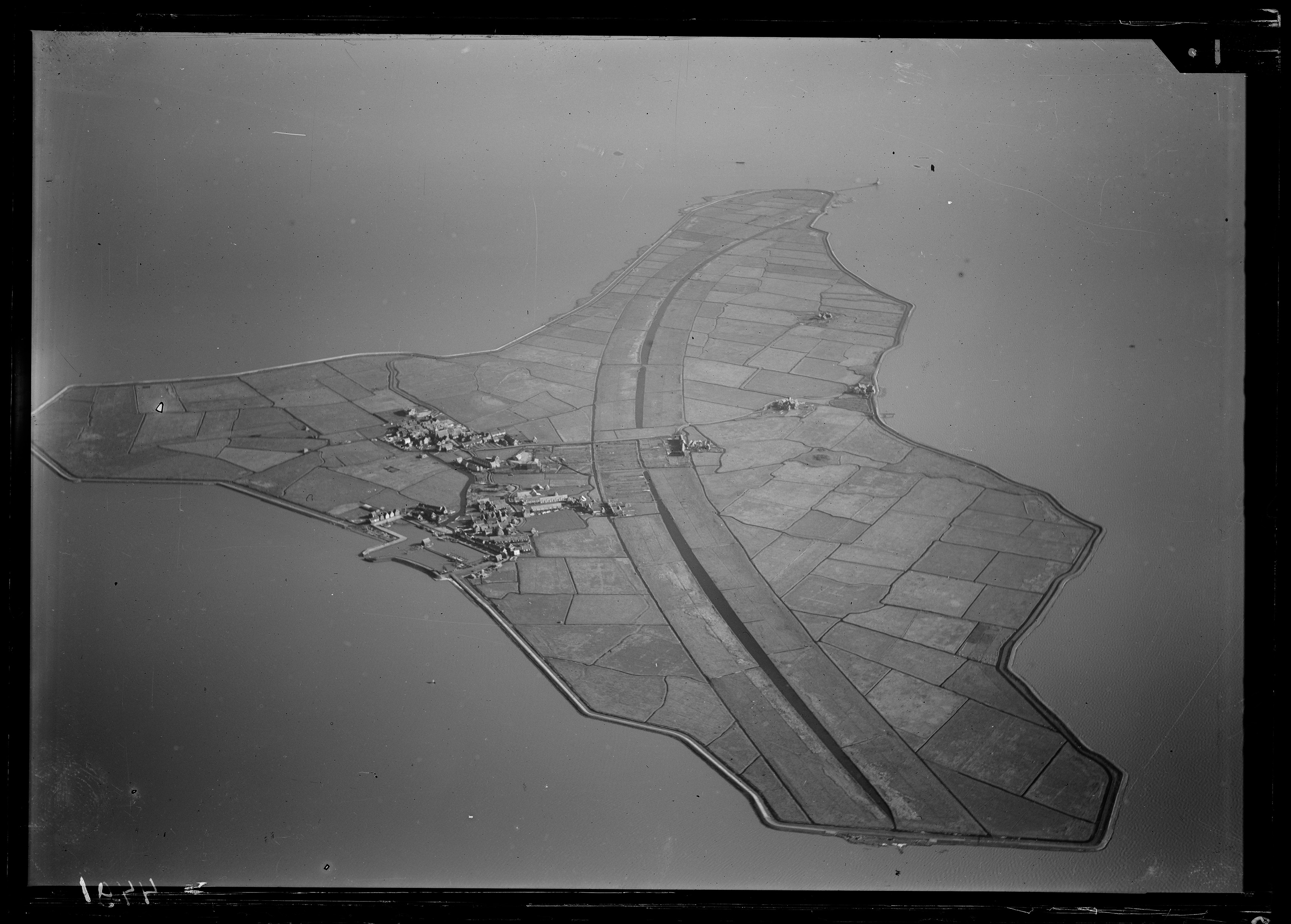
Luchtfoto (periode 1920-1940).

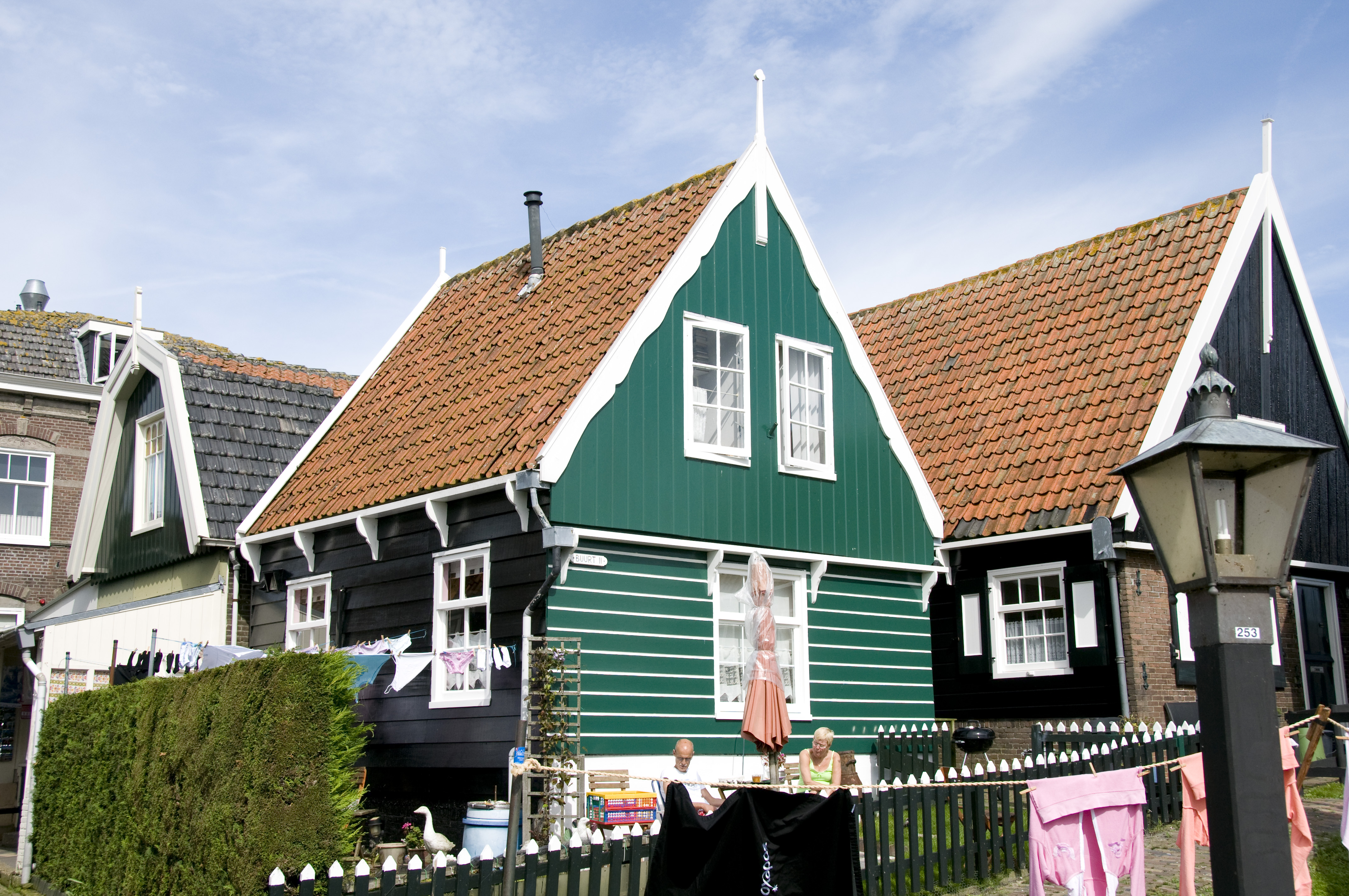
Buurt II 1, een van de vele rijksmonumenten op Marken

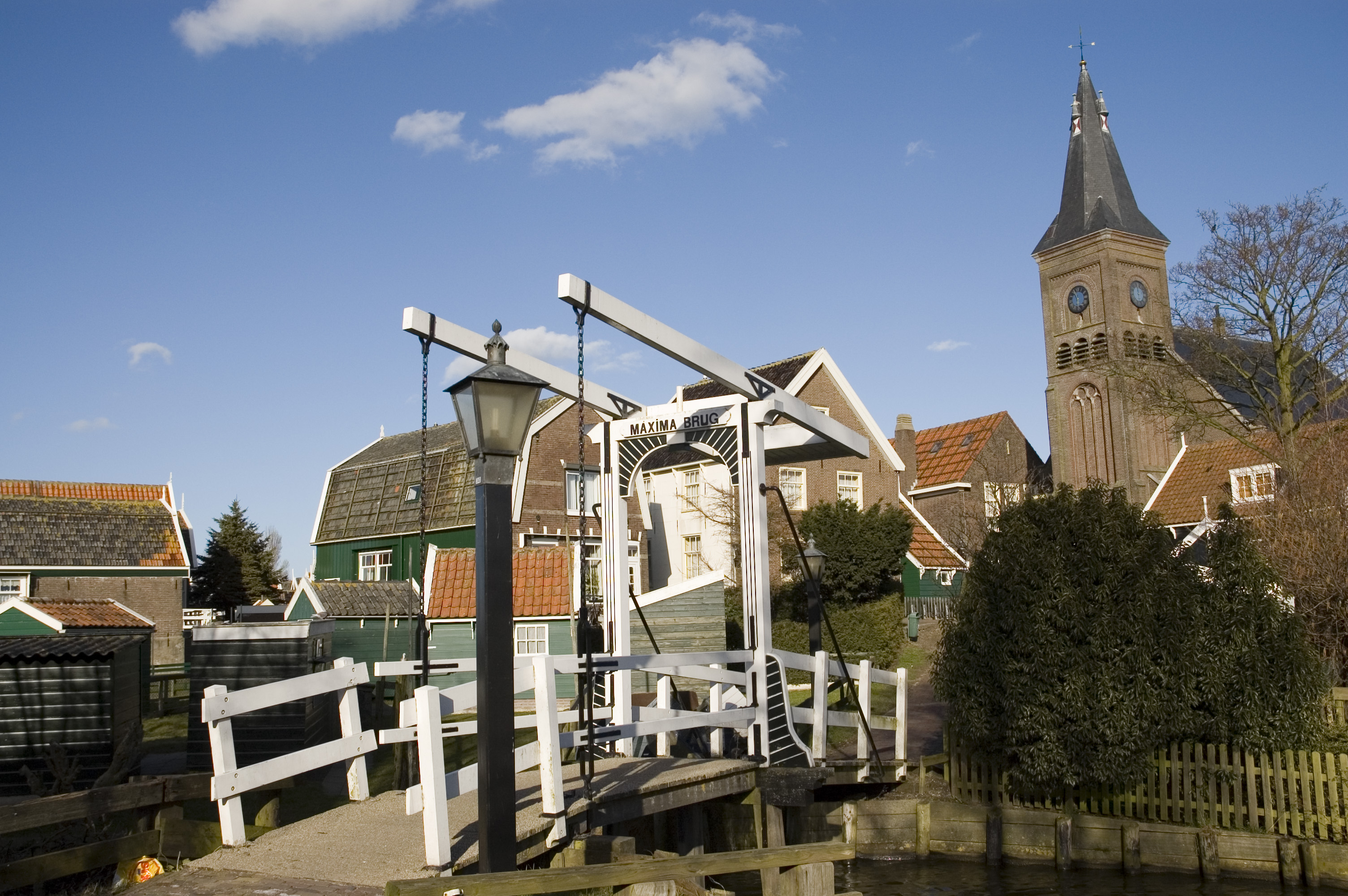
Ophaalbrug, Kerkbuurt

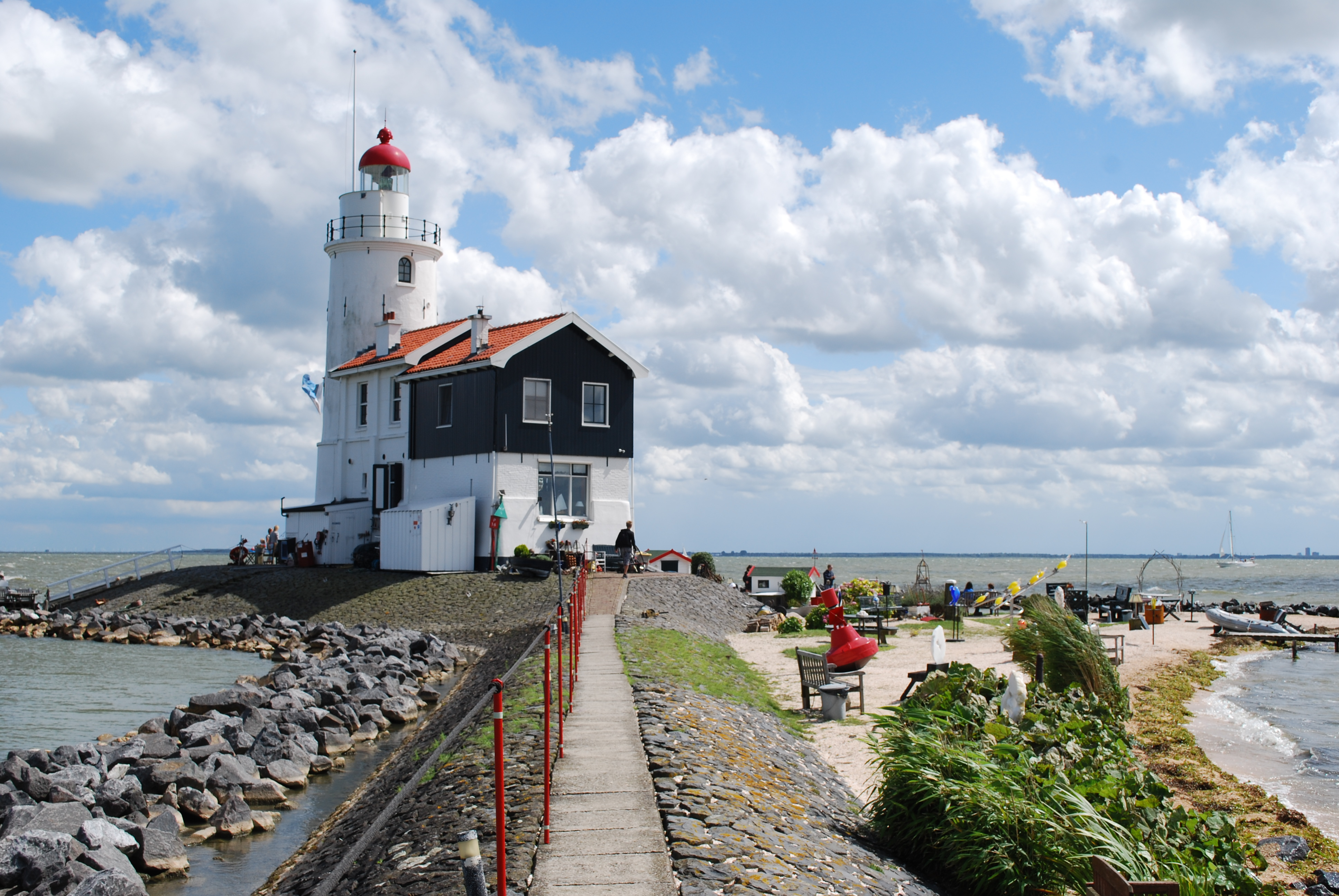
Vuurtoren van Marken

Marken (Markers: Mereke) is een voormalig eiland (nu verkeerstechnisch een schiereiland), in het Markermeer, dat sinds 1957 via een dam met het vasteland verbonden is. Het dorp behoort tot de gemeente Waterland in de Nederlandse provincie Noord-Holland.
Het was een zelfstandige gemeente tot 1991. In dat jaar werd het grondgebied bij de gemeente Waterland gevoegd.
Al minstens een eeuw is het voormalige vissersdorp een toeristische trekpleister. De opvallende klederdracht van Marken heeft daaraan bijgedragen. Karakteristiek zijn de houten huizen op palen. Nog ouder zijn de zogenaamde "werven", kunstmatige verhogingen waarop werd gewoond.

## Buurtschappen
Marken vormt één leef- en woonplaats, maar is opgedeeld in diverse buurtschappen. Oorspronkelijk lagen die ook echt los van elkaar. De buurtschappen rondom de haven en de kerk zijn in de loop van de 20e eeuw met elkaar vergroeid. Dit zijn de Havenbuurt, Kerkbuurt en De Kets (ook wel kortweg Kets). Toch kan men de buurtschappen nog duidelijk herkennen.
Aparte buurtschappen op het eiland zijn:
- Grotewerf
- Minnebuurt
- Moeniswerf
- Rozewerf
- Wittewerf

De Minnebuurt, die ten noorden van het oude dorp ligt, is de enige nieuwbouwwijk op het eiland. Verdere nieuwbouw werd in 2009 gepland in het zuidwesten van Marken. Deze buurtschap zou de naam Bennewerf moeten dragen. De gemeente heeft het plan voorlopig opgeschort.

## Bevolking
In godsdienstig opzicht is de bevolking van Marken protestants. Er zijn twee kerken op het eiland: van de gelovigen was ongeveer twee derde lid van de Nederlandse Hervormde Kerk en een derde van de Gereformeerde Kerk. Beide kerken behoren sinds 2004 tot de Protestantse Kerk in Nederland (PKN). In januari 2010 zijn, na een decennialange discussie, de beide kerkelijke gemeentes samengegaan.
De godsdienstige achtergrond blijkt ook uit de verkiezingsuitslagen. Het eiland was vroeger een CHU-bolwerk en is tegenwoordig een CDA-bolwerk. Bij de gemeenteraadsverkiezingen in 2018 stemde 63,4% van de Markers op het CDA, een van de hoogste percentages in Nederland.
De Markers op leeftijd spreken onderling over het algemeen nog hun eigen dialect, het Markens. Onder de leeftijd van 60 jaar komt dit nog bij een enkel gezin voor, en de jeugd gebruikt hooguit nog enkele Marker woorden.

## Monumenten
Vrijwel geheel Marken is een beschermd stadsgezicht. Zie ook:
- Lijst van rijksmonumenten in Marken
- Lijst van gemeentelijke monumenten in Marken

## Verkeer en vervoer
Tot 1957 was Marken alleen per veerboot bereikbaar, zowel vanuit Volendam als vanuit Monnickendam. 
Sinds 1957 is er vanuit Monnickendam de dijk naar Marken en lopen er asfaltwegen naar de Minneweg, in het noordoosten, en naar de vuurtoren, in het oosten van Marken. Zonder vergunning is Marken met de auto alleen tot het parkeerterrein te berijden. Er wordt parkeergeld gerekend middels een automaat. Per persoon werd ook € 0,55 dagtoeristenbelasting in rekening gebracht, maar dit is in 2017 afgeschaft nadat duidelijk werd dat deze belasting niet eerlijk geïnd kon worden. Er is één hotel op Marken met 7 kamers, dat tegenwoordig uitsluitend als bed & breakfast te boeken is. Bij een overnachting rekent de gemeente Waterland toeristenbelasting.
Marken kan ook per veerboot vanaf Volendam worden bereikt. Het gehele jaar door is er een veerdienst van 09.00 tot 19.00 uur, iedere 30/45 minuten. In de winter zijn er ook dagelijks afvaarten, afhankelijk van ijsomstandigheden. Tussen 2010 en 2018 is het 3 keer gebeurd, (2010, 2013 en maart 2018) dat er gedurende 10 dagen niet gevaren kon worden door het dikke ijs.
Het busvervoer vanuit Marken wordt sinds 11 december 2011 verzorgd door EBS. Centraal punt is bushalte Kerkbuurt-Centrum; dit is de halte voor een bezoek aan het centrum van Marken. Vanaf de enige andere bushalte op Marken, Minneweg, vertrekt buslijn 111 ook weer terug naar Monnickendam, metrostation Amsterdam Noord, Oostzaan en Zaandam.

## Geschiedenis
De geschreven geschiedenis van Marken begint in de 13e eeuw. Marken lag in het uiterste oosten van Waterland; een veengebied waar het land overging in het water van de Zuiderzee. Aan die overgang van veen naar water ontleent het eiland waarschijnlijk zijn naam. 'Marken', of vroeger 'Markaland', is zeer waarschijnlijk een afgeleide van het woord 'mark', in de betekenis van grens. 'Markaland' betekent namelijk 'grensland'.
Maar er is ook nog een andere verklaring voor de naam. Toen Marken nog aan het land van Noord-Holland vastzat heette het Markerhoofd, ook wel Merkenhovede. En in het Marker dialect wordt Marken als "Merken" uitgesproken, wat de link naar Merkenhovede ook zou kunnen verklaren.

### Vroege geschiedenis
Ver voor onze jaartelling (ca. 3000-500 v.C.) bestond de locatie van het huidige IJsselmeer uit moeras en veengronden. Het meer ontstond als gevolg van een serie overstromingen en door het afgraven van veengronden door de Friezen in West-Friesland, waarbij steeds meer land verdween dat het oorspronkelijke binnenmeer van de Noordzee en de latere Waddenzee gescheiden had gehouden. Rond het begin van onze jaartelling ontstond een rechtstreekse verbinding en werd het binnenmeer een binnenzee. Deze stond niet in open verbinding met de zee en bevatte dus nog zoet water.
De Romeinen (ca. 57 v.C.-400 n.C.) die destijds Nederland beheersten, noemden deze binnenzee Mare Flevo of Lacus Flevo. In deze periode ontstond een groot veen- en merengebied, zo groot als het huidige Noord-Holland. Ook Waterland was een onderdeel van dit gebied. Na het vertrek van de Romeinen in de 5e eeuw werd de binnenzee Het Aelmere genoemd. N.B.: De naam kan verwijzen naar 'paling/aal', maar het kan ook een verschrijving zijn, daar de naam later geschreven werd als Almaere, wat 'groot meer' betekent. Pas vanaf begin 1500 gebruikte men de naam Zuiderzee.

### De ontginning
Tijdens een iets drogere periode rond 900 kwamen de lager gelegen veengebieden in Noord-Holland voor ontginning en bewoning in aanmerking. Vermoedelijk begon men de veenontginningen aan de oostkant vanaf de oevers van het Almaere via de daarop afwaterende veenriviertjes, zoals Ilp, Waterlandse Die, Leed, Purmer Ee, Middel Ee en Ooster Ee. Terwijl aan de westkant werd begonnen vanaf de al bewoonde kuststrook via Zaan, Wormer, Beemster en andere riviertjes.
In de 11e eeuw is ook de eigenlijke ontginning van Waterland (en Marken) begonnen. Omstreeks het jaar 1000 was van het eiland Marken vooralsnog geen sprake. Langs veenstroompjes en op de hoogste veenbulten, begon men dorpen te stichten, waarbij het water meestal werd uitgediept. Het veengebied strekte zich aan de oostkant uit tot ver in het huidige IJsselmeer. Met de gewonnen grond werden dan de oevers opgehoogd en werden huizen gebouwd.
De nog altijd onregelmatige verkaveling op Marken, die we ook zien op historische kaarten, wijst op een 'vrije' ontginning van boeren die zelf het land uitkozen zodat dit als bouwland kon dienen. In de vroege middeleeuwen liep er een hoofdrivier de Waterlandse Die, van Amsterdam naar Monnickendam. Deze waterloop heeft als ontginningsbasis gediend voor Marken. Het gebied tussen Monnickendam en de Uitdammer Die werd ontgonnen.
Al snel steeg de zeespiegel. Door het stijgen van de zeespiegel en stormen vonden er overstromingen plaats. Het gevolg hiervan was een afzetting van klei op de veengronden. Bij latere overstromingen sloeg het veen op veel plaatsen weg, maar waar het met een kleilaag bedekt was bleef het veen liggen.
Bij de drooglegging van de Zuiderzee is gebleken dat deze oorspronkelijke vorming in een relatief korte tijd is gebeurd: men denkt tussen 1200 en 1250. Het feit dat enkele eilanden bleven bestaan, was te danken aan de beschermende kleilaag die zich al op deze eilanden had afgezet.
Door stormen en overstromingen ging veel land verloren. Maar er ging ook veel land verloren doordat mensen zelf veen uit de grond haalden. Steeds meer land kwam lager te liggen, doordat het veen werd opgegraven. De zee nam dorpen als Ruthne, Marcnesse, Nagele, Emelwerth en Bidningahem.
Geleidelijk aan kwam de binnenzee in open verbinding met de Noordzee te staan. Door overstromingen kreeg de binnenzee, in deze tijd "Almaere" genoemd, in de loop van de tijd een verbinding met de Noordzee. De Zuiderzee was geboren. Door deze open verbinding kreeg ook het getij, eb en vloed, vrij spel en werd het zoete water brak en later zout.

### Overstromingen
Van 16 op 17 februari 1164 trof de Sint-Julianavloed Groningen, Friesland en Noord-Duitsland. Hierbij werd grote schade aangericht. Het is de eerste stormvloed in het Noordzeekustgebied die schriftelijk is overgeleverd. Het kustgebied van het huidige in Nedersaksen liggende Oost-Friesland en de Landkreis Friesland werden het zwaarst getroffen. Ook de tegenwoordig in Nederland gelegen gebieden Groningen, Friesland en het toekomstige Zuiderzeegebied werden zwaar getroffen. Markaland (of Markerhoofd of Merkenhovede) raakte van Waterland gescheiden, en werd een eiland.
Op 1-2 november 1170 werden vervolgens grote stukken land weggeslagen bij de Allerheiligenvloed. De overstroming markeerde een begin van het vergroten van het Almaere en het openen naar de Noordzee, zodat de Zuiderzee en de Waddenzee uiteindelijk konden ontstaan. Dat Marken niet ten prooi viel aan de oprukkende zee, dankt het aan de monniken van het Friese klooster Mariëngaarde te Hallum.

### Monniken
In het jaar 1232 kregen de norbertijner monniken van Mariëngaarde Marken als gift van een groep gelovigen. Zij stichtten op Marken een heiligdom, het Mariahof, waar nu de Kerkbuurt ligt.
De geschreven geschiedenis van Marken begint met deze monniken. Toen Ethelgerus abt was (1241-1259) bracht hij met enige volgelingen gedurende een winter een bezoek aan het eiland "Markaland" en werd daar opgehouden door het invallen van de vorst. Volgens een oude Friese kroniek van ca. 1270 kwam Marken in kloosterlijk bezit toen Sirbrandus abt was (1232-1238). Een ander kroniek noemt in dit verband het jaar 1232. Er woonden waarschijnlijk slechts enkele monniken op Marken, maar wat zeker is dat het klooster centraal stond. Het kleine aantal bewoners van Marken werkte samen met de monniken op het land.
Het kloosterbezit bestond onder meer uit twee boerderijen: een 'westhuse' en een 'oesthuse'. De Monnikenwerf (nu: Kerkbuurt) is de vroegst bekende werf op Marken en is vermoedelijk ontstaan op de plek waar vroeger het westhuis heeft gelegen, een van de twee kloosterboerderijen op het eiland. Het oosthuis moet waarschijnlijk gezocht worden ter hoogte van de locatie waar eeuwen geleden de Kloosterwerf lag.
Het was geen kostbaar eigendom, maar een drassig stukje land dat er lag 'voor eb en vloed'. Het eiland, daarvoor ontstaan als gevolg van afslag van veengrond, waardoor de verbinding met het vasteland was verbroken lag destijds in de Zuiderzee. De Friese monniken vestigden een nederzetting op Marken, gingen ijverig aan het werk en legden een dijk aan rondom het eiland en zorgden voor een afwateringssysteem.
Het land bleef eigenlijk toch te nat voor goede akkerbouw dus gingen de monniken zich vooral bezighouden met veeteelt. Ze hielden varkens, koeien en paarden. Ze bezaten ook een opslagplaats op het vasteland, in Monnickendam, waardoor handelen beter mogelijk was. Het eiland kwam in die tijd tot ongekende bloei. De producten werden veelal afgevoerd naar Monnickendam, waar de kloosterlingen ook bezittingen hadden. Zij dreven handel met Amstelland, Gooiland, Waterland en West-Friesland.
Niet het hele eiland was eigendom van de monniken, maar in 1250 verkocht Nicolaas van Persijn, ridder en heer van Waterland en Marken, de andere helft van het eiland voor 100 Hollandse ponden aan het klooster.
De monniken werden in 1345 verjaagd, omdat het Friezen waren. Bovendien had graaf Willem IV van Holland geld nodig. Willem IV sneuvelde hetzelfde jaar in Friesland, en de bezittingen van de monniken werden door zijn zus, Margaretha II van Henegouwen verkocht, deels aan de lokale bevolking, deels aan anderen. Daarna verviel het eiland in armoede en werd het onderhoud aan de dijken verwaarloosd.

### Werven
In de 14e eeuw waren er regelmatig dijkdoorbraken, waardoor het brakke water weer vrij spel kreeg. De bewoners van Marken probeerden zich er beter tegen te beschermen door meer terpen op te werpen. Deze werden 'werven' genoemd. Van oorsprong bestond Marken uit de buurten Monnikenwerf en Kloosterwerf. Die laatste werd verzwolgen door het water. Monnikenwerf is later onderdeel geworden van de huidige Kerkbuurt.
Op het hoogtepunt van de terpen waren er 27 werven op het eiland te vinden. In de loop van de eeuwen zijn twaalf daarvan door het water verzwolgen. Anno 2012 zijn van de vijftien overgebleven werven er twaalf bewoond en één is begraafplaats. De inwoners van Marken gingen zich steeds meer toeleggen op de visserij, die in de 17e en 18e eeuw steeds meer het belangrijkste middel van bestaan werd, wat resulteerde in een sterke bevolkingsgroei.

### Visserij
Eind 15e eeuw telde Marken zo'n 250 inwoners. In 1620 was dat aantal al gegroeid naar 750. De werven bleken niet voldoende ruimte te bieden. In plaats van nieuwe op te werpen werden er huizen op palen gebouwd. Een echte haven voor de visserij was er nog niet; die werd pas in 1837 aangelegd, en in 1870 nog uitgebreid. De aanleg van de Afsluitdijk in 1932 betekende het einde van de visserij als bron van inkomsten. De meeste huizen op palen werden daarna aangepast, de benedenverdiepingen werden dichtgemaakt en werden zo als extra woonruimte in gebruik genomen.
In 1878-1879 verbleef de kunstenaar Xavier Mellery op het eiland Marken om er de plaatselijke tradities te bestuderen. Uit die periode komt een reeks fraaie portretten.

### Goudriaankanaal
Begin 19e eeuw was Marken een onderdeel van het plan van Koning Willem I om een kanaal aan te leggen ter verbetering van de scheepvaartverbinding met Amsterdam, het Goudriaankanaal. Het kanaal zou Marken doorsnijden van het zuidwesten naar het noordoosten. De aanleg begon officieel in 1825. Bij Marken was al vroeg begonnen met de aanleg. Het project werd echter in 1828 stopgezet wegens geldgebrek en het kanaal werd nooit voltooid. Uiteindelijk zou het Noordhollandsch Kanaal (voorlopig) gaan dienen als verbeterde verbinding tussen Amsterdam en de Noordzee.
Het kanaal groeide dicht en werd gedempt. De grote parkeerplaats en de voormalige vuilstort liggen tegenwoordig op het tracé van het kanaal. Er resteren nog wel enkele zijsloten, waaronder de brede sloot nabij Moeniswerf.

### Zuiderzeewerken
Bij de watersnoodramp van 1916 kwamen op het eiland 16 mensen om het leven en werden tal van mensen dakloos. Deze ramp gaf de doorslag tot de aanleg van de Afsluitdijk en de Zuiderzeewerken. Een onderdeel daarvan was de Markerwaard, waarvan als eerste onderdeel de dijk tussen Marken en het vasteland werd aangelegd.

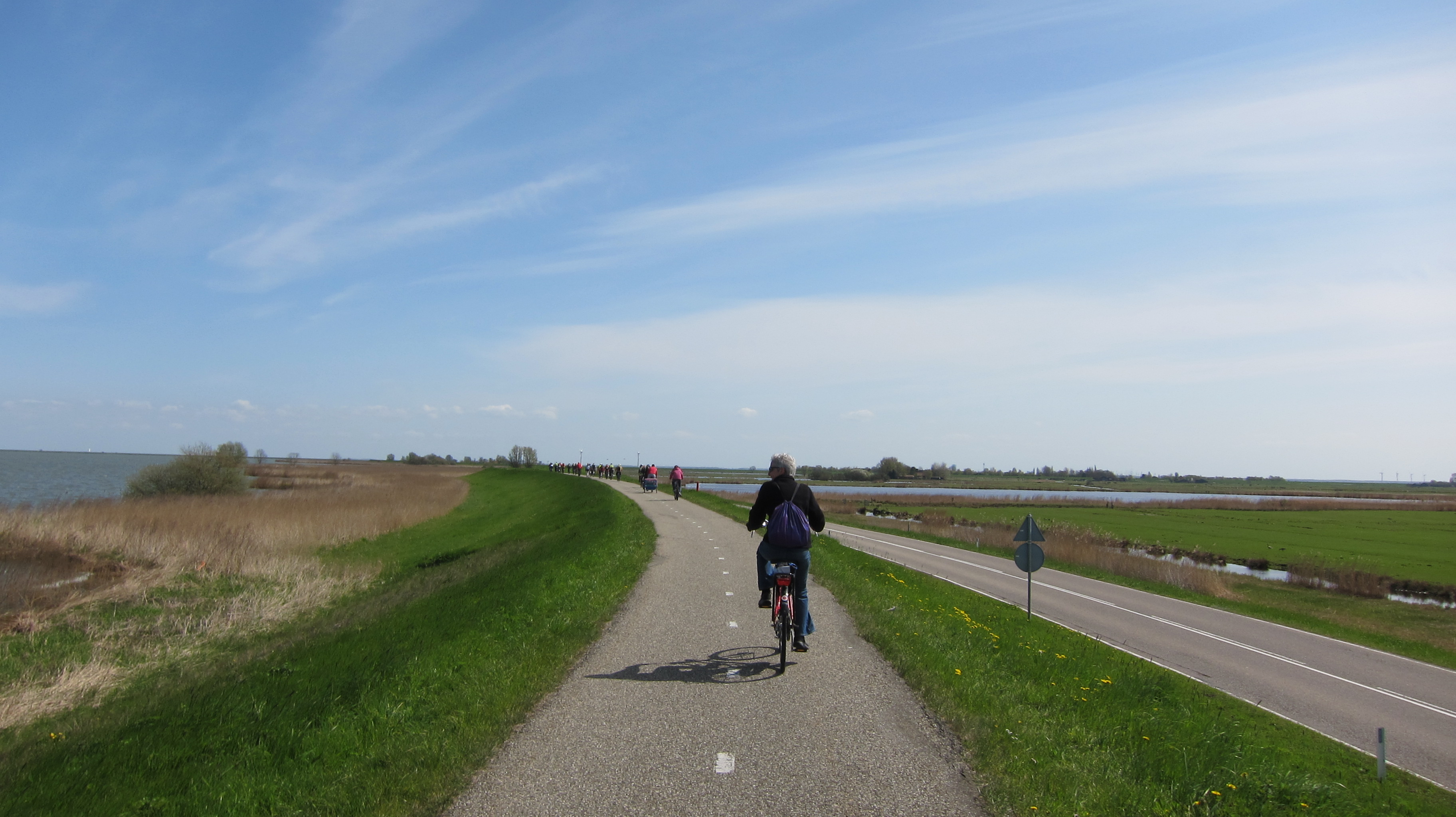
Kruisbaakweg

Op 17 oktober 1957 werd om 13.11 uur de dijk, de Kruisbaakweg (N518), tussen het vasteland en Marken gesloten. Sindsdien is Marken geen eiland meer. Oorspronkelijk was het plan dat Marken onderdeel werd van de Markerwaard. Deze nieuwe polder was onderdeel van het plan van Cornelis Lely om wat nu nog Markermeer is in te polderen. Maar na de aanleg van de Flevopolder werd uiteindelijk afgezien van de aanleg van de Markerwaardpolder. Daarmee is Marken nu een schiereiland, waarbij het eilandgevoel nog duidelijk merkbaar is.
Er werd een verder begin gemaakt met de dijk die de Markerwaard zou moeten insluiten. Dit is de Bukdijk, die vanaf Marken 2,2 kilometer naar het noorden loopt. Over de Bukdijk ligt een populair wandelpad. Het uiteinde van de Bukdijk is 1,3 kilometer van Volendam. Ten westen van Marken en de Bukdijk ligt de Gouwzee.

## Geboren
- Sijtje Boes (1895-1983), souvenirverkoopster
- Bernhard de Vries (1941), politicus en acteur
- Maritje Appel (1947), burgemeester
- Jan Visser (1956), weerman
- Arend van Hout (1958), ambtenaar en burgemeester
- Michaël Zeeman (1958-2009), literair criticus en schrijver
- Arie Boomsma (1974), tv-presentator
- Cato van Dijck (1988), zangeres My Baby

## Afbeeldingen

### Historische afbeeldingen

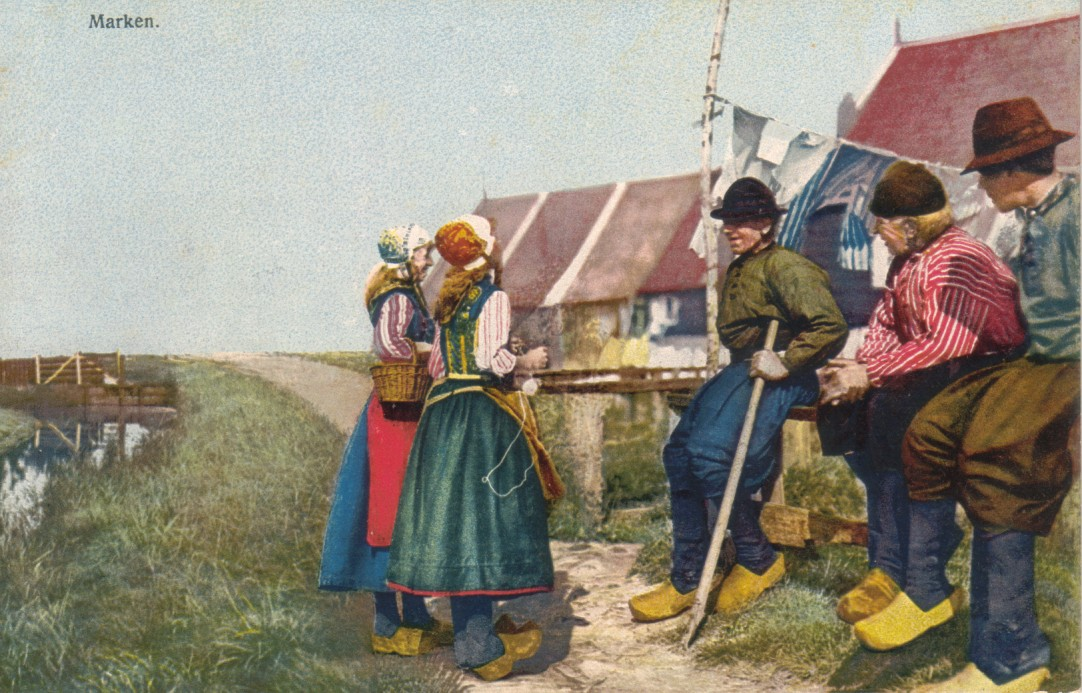
Klederdracht omstreeks 1910
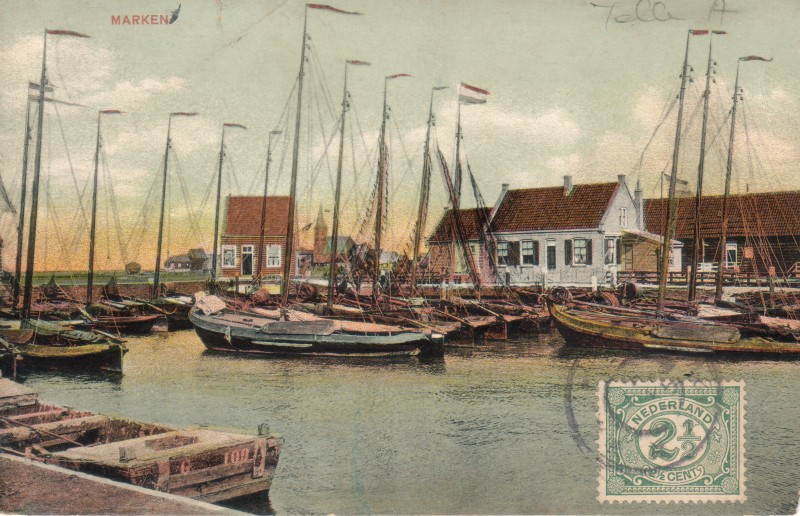
De haven van Marken rond 1910
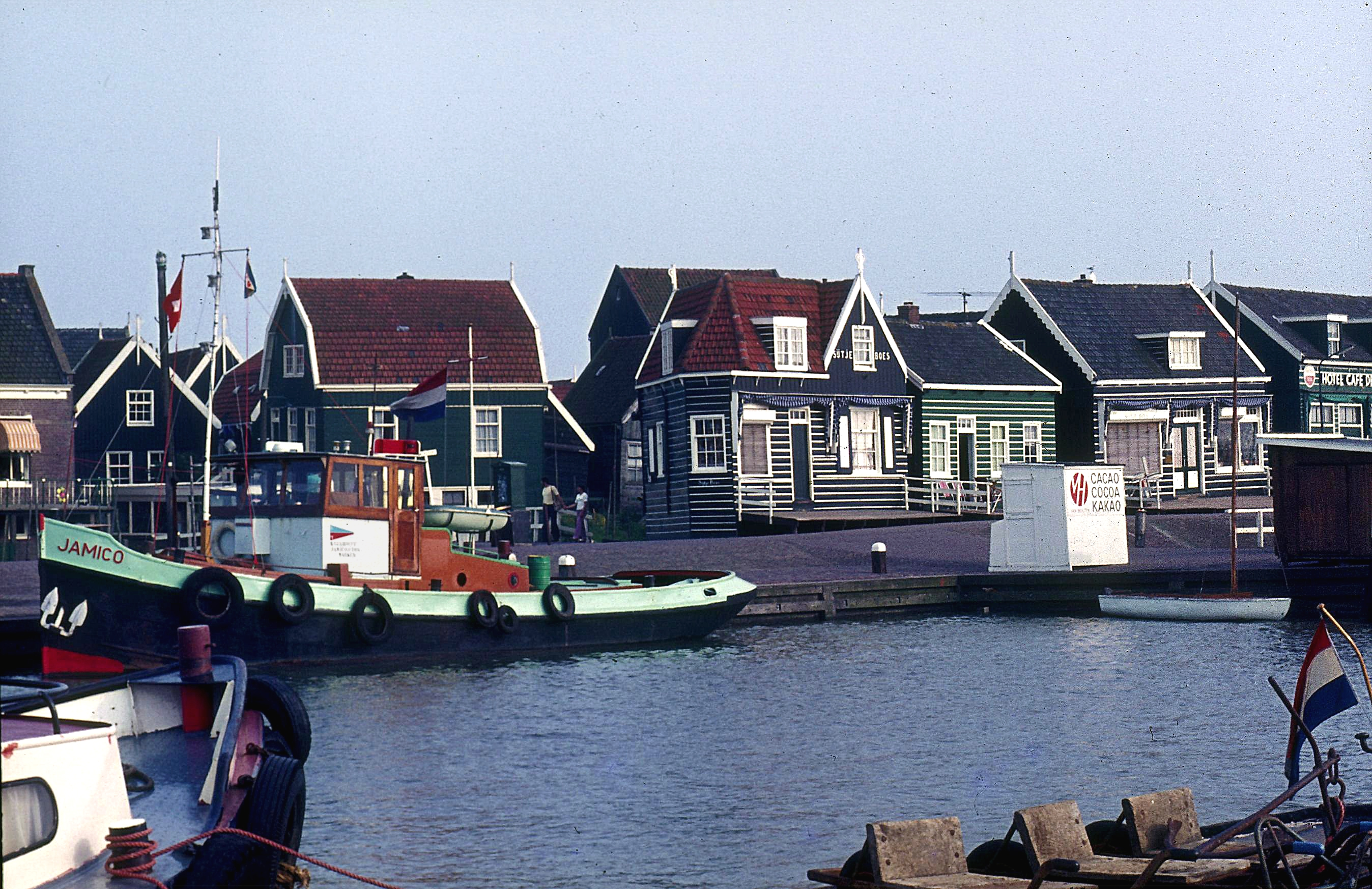
De haven van Marken rond 1970
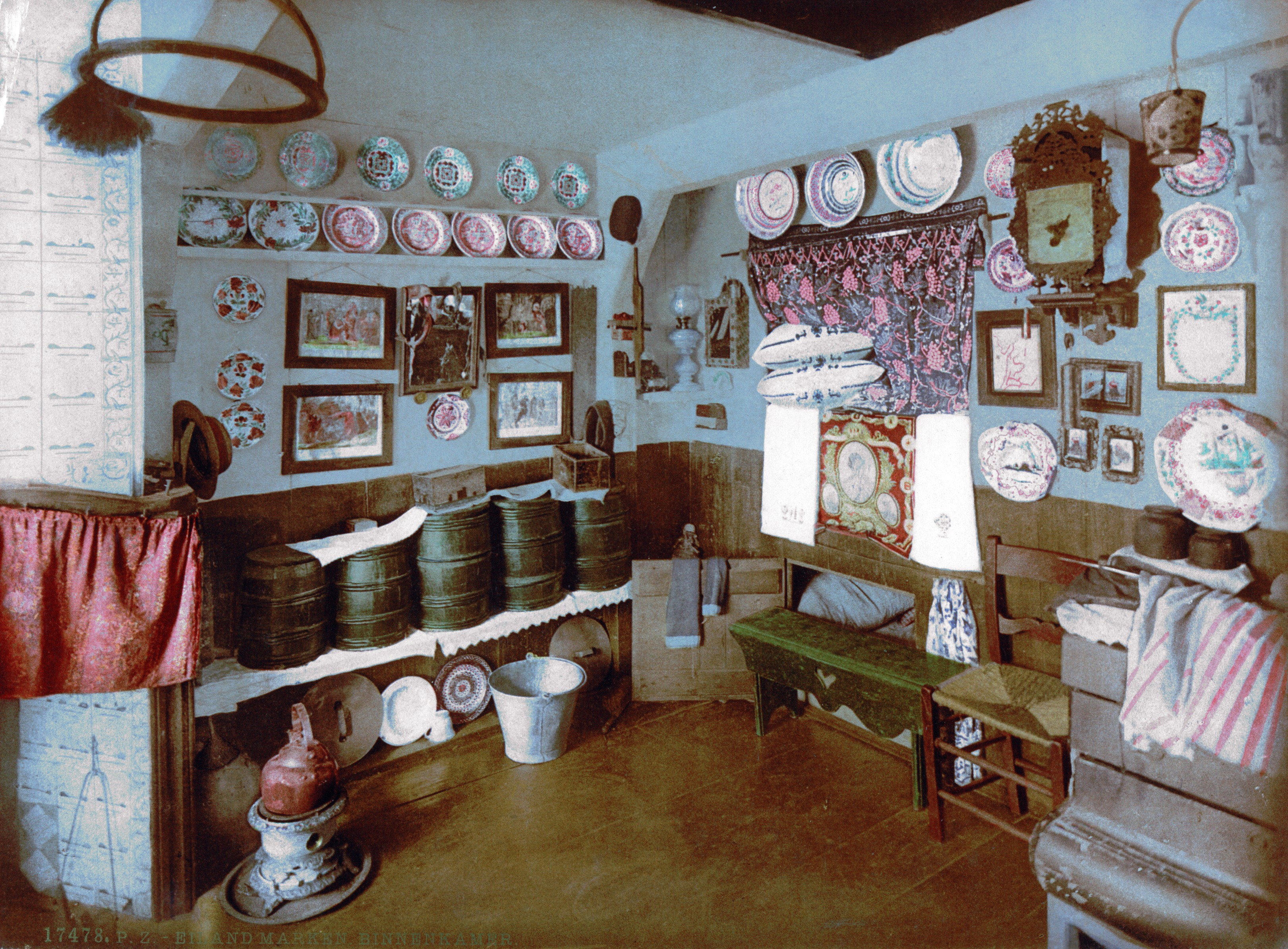
Binnenkamer rond 1900
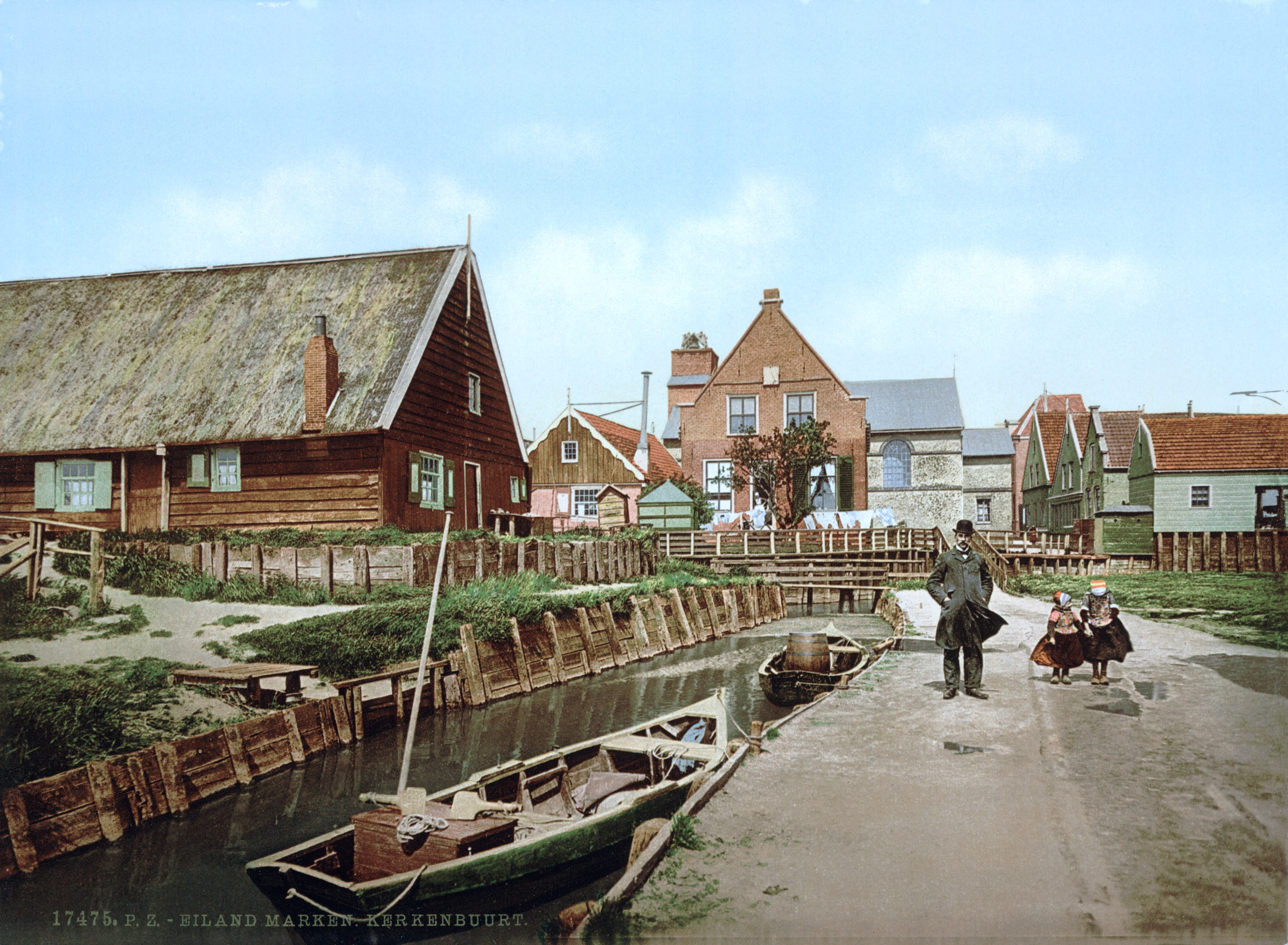
Kerkbuurt rond 1900
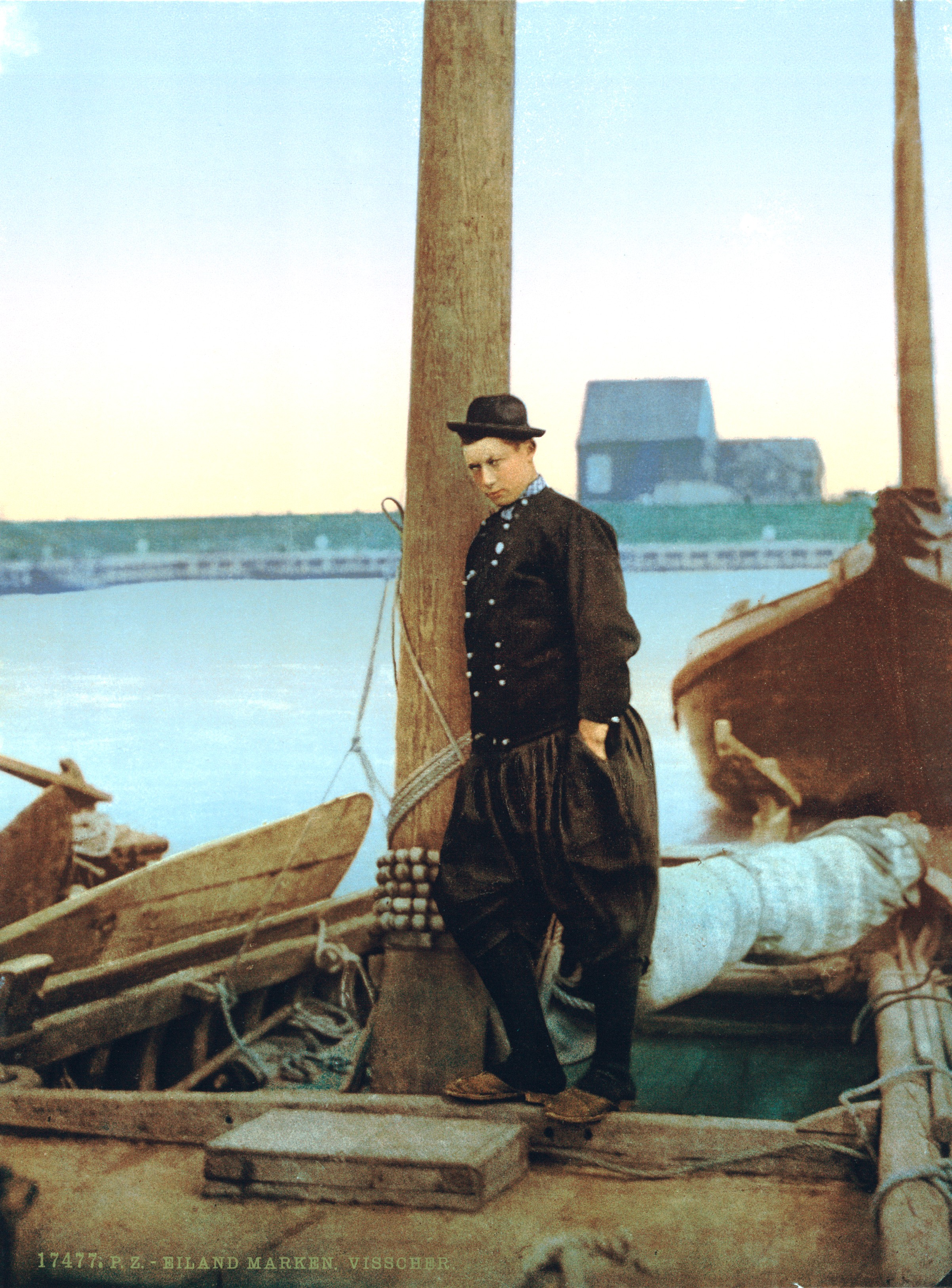
Visser rond 1900
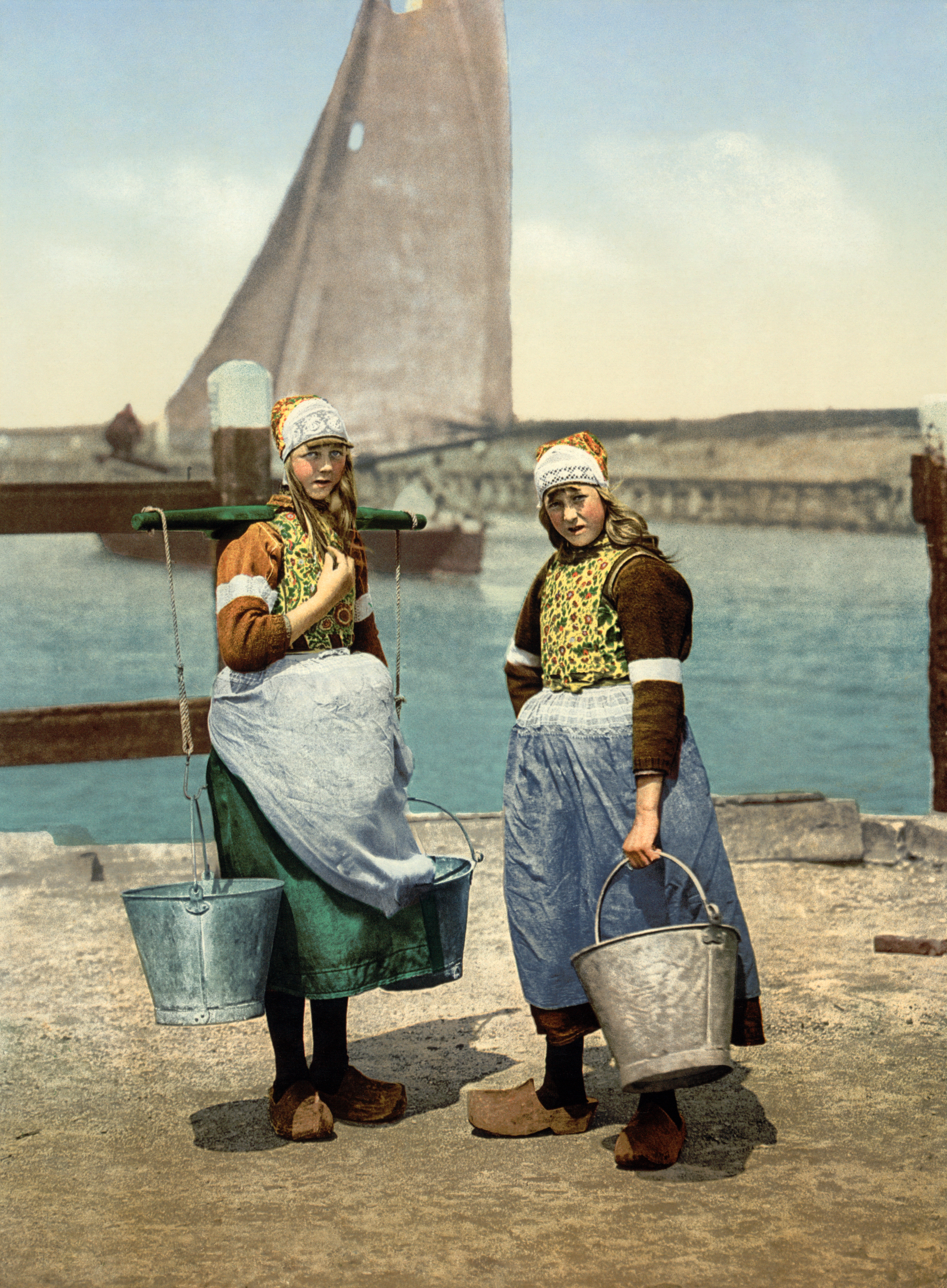
Klederdracht rond 1900
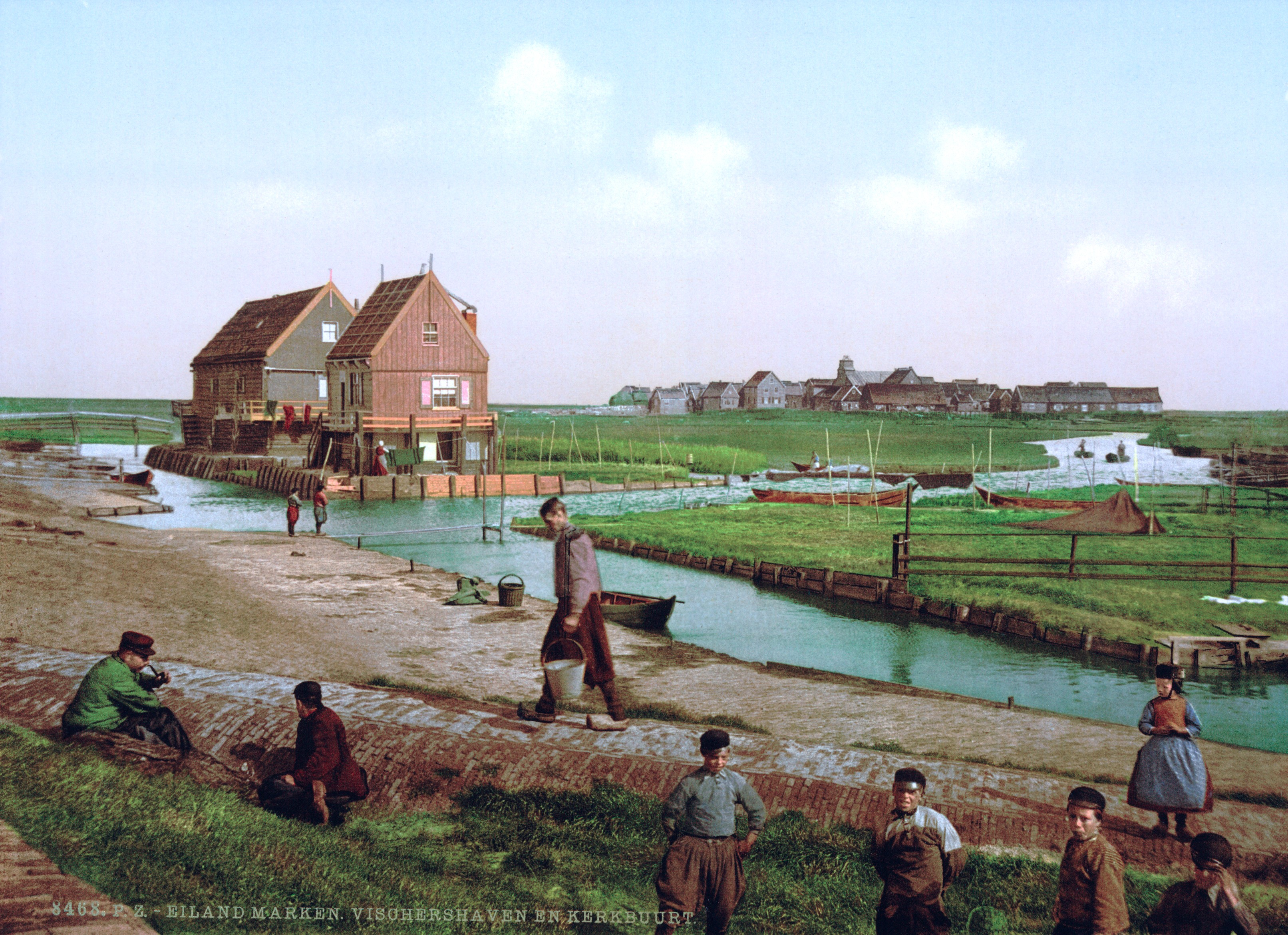
Vissershaven en kerkbuurt rond 1900
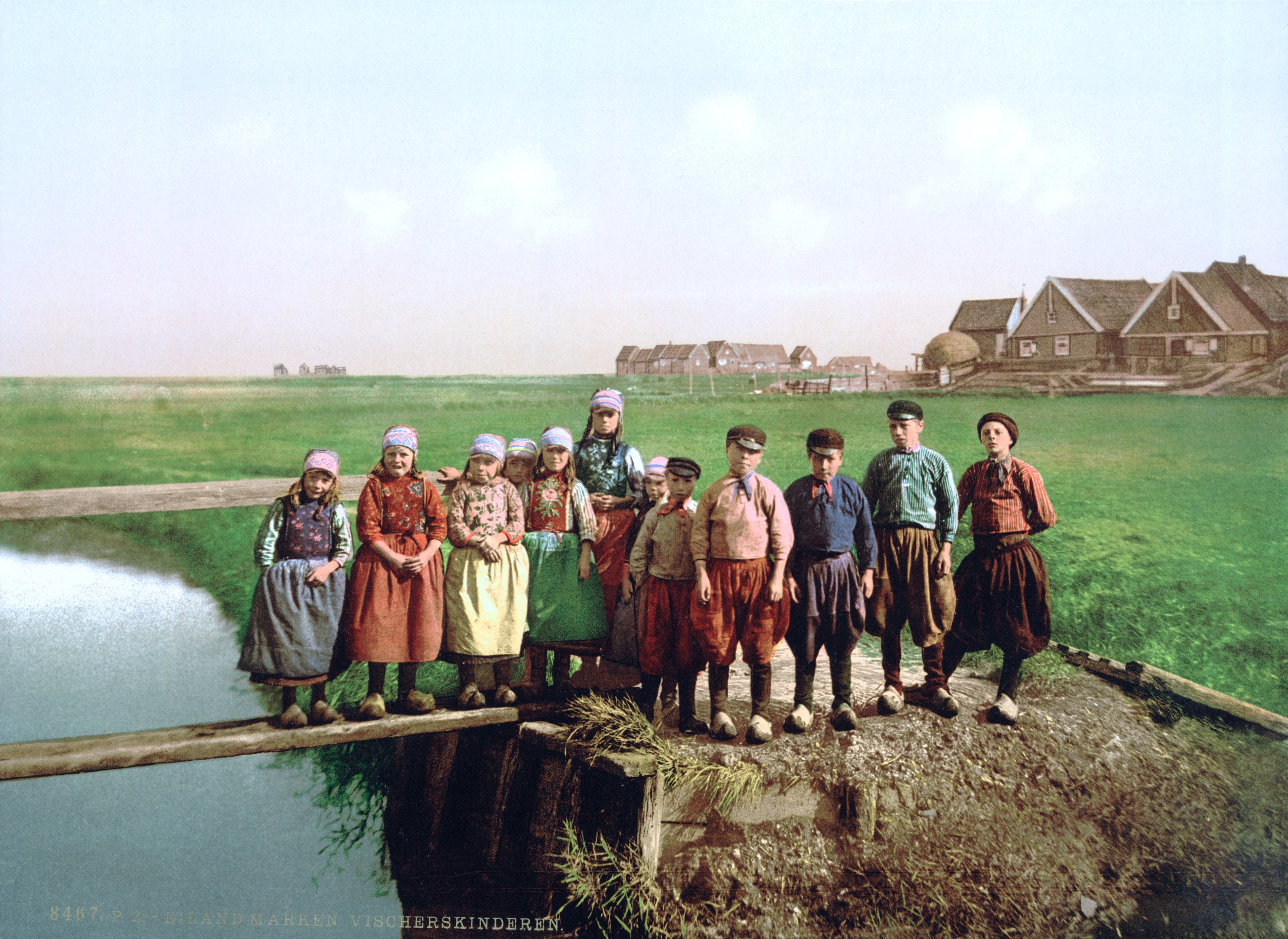
Visserskinderen rond 1900
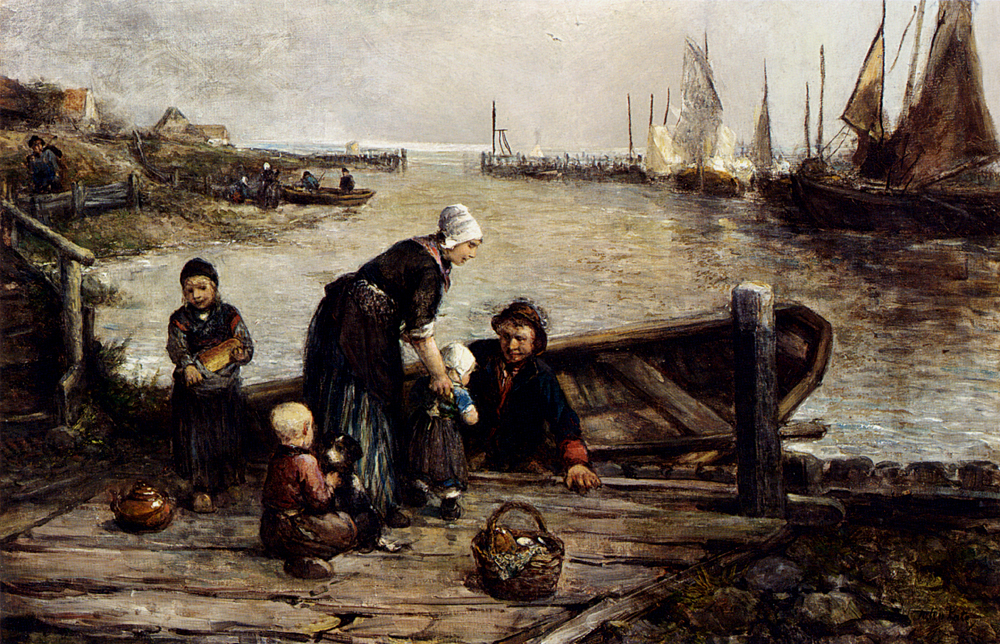
Vissersfamilie (Mari ten Kate 1831-1910)
Affiche Rondreizen Marken Volendam (ca. 1930) Ontwerp: Willem Wenckebach
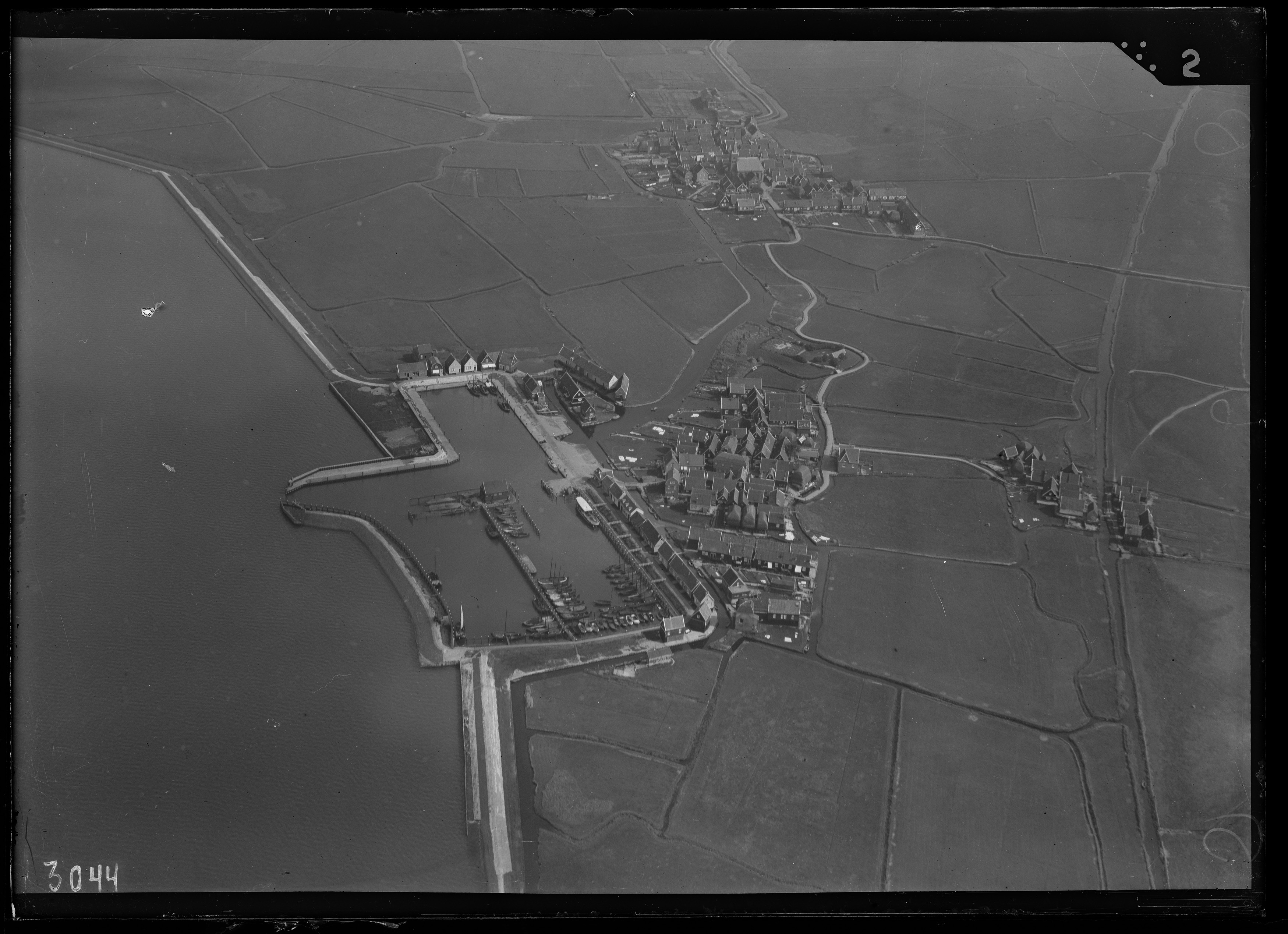
Luchtfoto (periode 1920-1940)
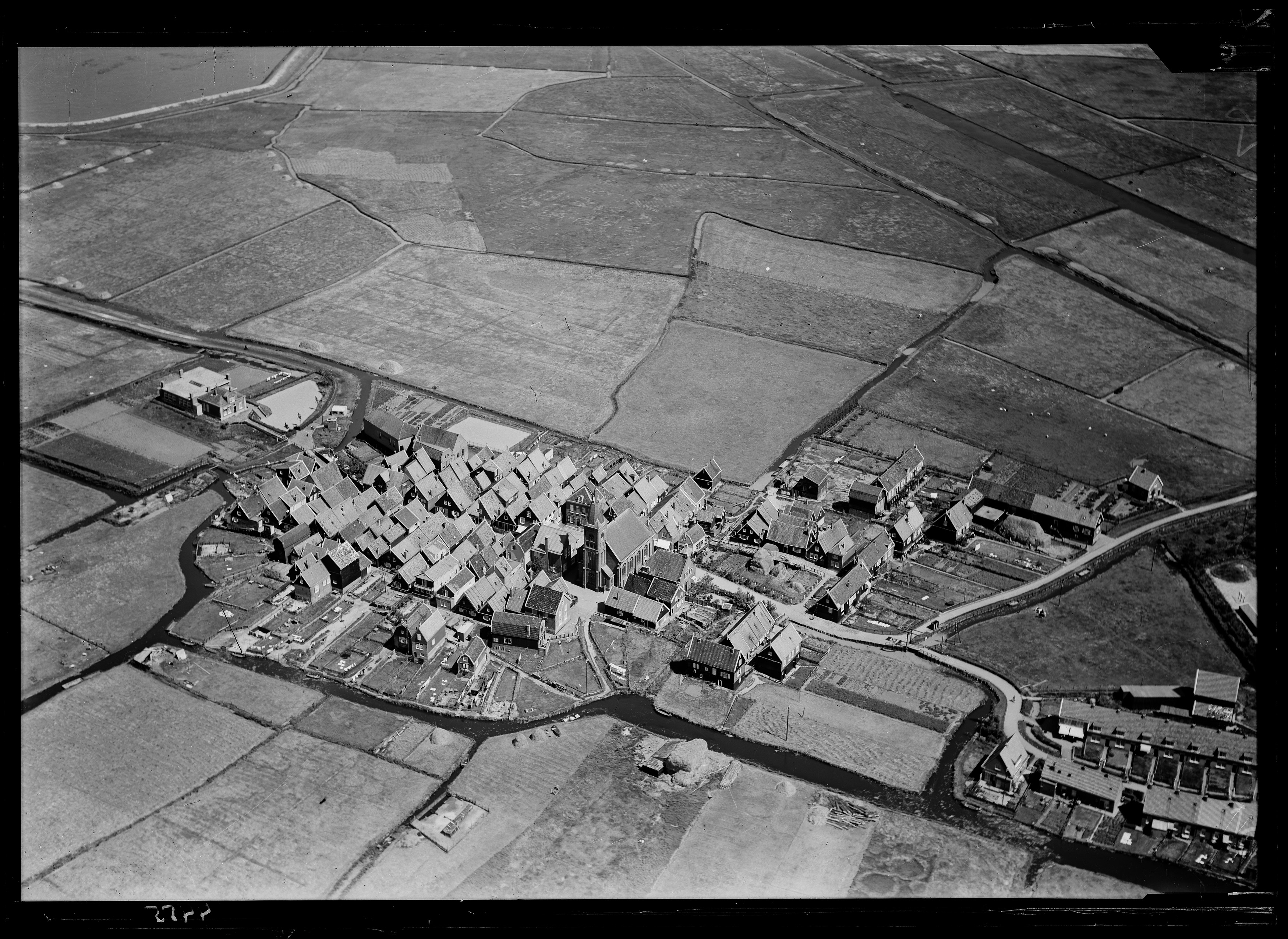
Luchtfoto (periode 1920-1940).

## Video's
- Beelden uit 1924 van Markers in klederdracht
- IJspret voor bevolking van Marken in 1929 op bevroren Zuiderzee
- Overstroming van Marken in december 1930

## Trivia
- De bioscoopfilm Dikkertje Dap is voor het grootste gedeelte opgenomen in Marken. Dit omdat regisseuse Barbara Bredero vond dat de vele groene huisjes beter in het belevingswereld van een kind zou passen dan huizen uit Amsterdam.[10]